# Blink-182 (album)
Blink-182 è il quinto album in studio del gruppo musicale statunitense omonimo, pubblicato il 18 novembre 2003 dalla Geffen Records.

## Descrizione
L'album ha segnato una crescita morale e psicologica tra i membri: le sonorità si fanno più elaborate, i testi attraversati da una vena emozionale più profonda rispetto alle precedenti canzoni.
Inizialmente venne fatto circolare un falso e molto goliardico titolo per l'album: Use Your Erection Vol. I & II, una sorta di presa in giro verso i Guns N' Roses (e gli album Use Your Illusion I e II). L'album vanta inoltre la collaborazione di Robert Smith dei Cure nel brano All of This.

## Tracce
1. Feeling This – 2:52
2. Obvious – 2:43
3. I Miss You – 3:47
4. Violence – 5:20
5. Stockholm Syndrome – 2:41
6. Down – 3:03
7. The Fallen Interlude – 2:12
8. Go – 1:53
9. Asthenia – 4:19
10. Always – 4:12
11. Easy Target – 2:21
12. All of This – 4:40
13. Here's Your Letter – 2:54
14. I'm Lost Without You – 6:20

Traccia bonus nell'edizione britannica
1. Not Now

Traccia bonus nell'edizione internazionale
1. Anthem Part Two (Live in Chicago)

Traccia bonus nell'edizione giapponese
1. The Rock Show (Live in Chicago)

## Formazione
Gruppo
- Mark Hoppus – basso, voce
- Tom DeLonge – chitarra, voce
- Travis Barker – batteria, percussioni

Altri musicisti
- Robert Joseph Manning Jr. – tastiera
- Menno – chitarra e voce (traccia 7)
- Robert Smith – voce (traccia 12)
- John Morrical – tastiera (traccia 12)

## Classifiche
| Classifica (2003) | Posizione massima |
| ----------------- | ----------------- |
| Australia         | 9                 |
| Austria           | 16                |
| Belgio            | 38                |
| Canada            | 1                 |
| Danimarca         | 10                |
| Francia           | 26                |
| Germania          | 33                |
| Irlanda           | 18                |
| Norvegia          | 22                |
| Nuova Zelanda     | 10                |
| Paesi Bassi       | 71                |
| Regno Unito       | 22                |
| Stati Uniti       | 1                 |
| Svezia            | 46                |
| Svizzera          | 17                |